# Афанасьев, Сергей Алексеевич
Серге́й Алексе́евич Афана́сьев (1912—1992) — советский дипломат. Чрезвычайный и полномочный посол.

## Биография
Окончил Ленинградский учебный комбинат им. В. М. Молотова в 1934 году. . В 1934–1937 годах заведовал плановым отделом леспромхоза в г. Боровичи Новгородской области. В 1938 году окончил Высшую дипломатическую школу НКИД СССР.
- В 1938 году — старший референт III Западного отдела НКИД СССР.
- В 1938—1940 годах — референт полномочного представительства СССР в Германии.
- В 1940—1941 годах — первый секретарь, советник полномочного представительства, затем посольства СССР в Словакии.
- С октября 1941 по июнь 1942 года — служба в штабе 253-й стрелковой дивизии 6-й армии Юго-Западного фронта переводчиком по должности майора.
- В 1942—1947 годах — сотрудник центрального аппарата НКИД (с 1946 — МИД)) СССР.
- В 1947 году — советник посольства СССР в Норвегии.
- С 8 июня 1947 по 27 января 1954 года — чрезвычайный и полномочный посланник СССР в Норвегии.
- В 1954—1955 годах — заместитель заведующего III Европейским отделом МИД СССР.
- В 1955—1958 годах — заместитель заведующего Отделом Скандинавских стран МИД СССР.
- С 9 октября 1958 по 31 августа 1962 года — чрезвычайный и полномочный посол СССР в Бельгии.
- С 31 августа 1962 по 21 октября 1964 года — чрезвычайный и полномочный посол СССР в Лаосе.
- В 1964—1969 годах — заместитель начальника Управления кадров МИД СССР.
- С 9 сентября 1969 по 17 ноября 1973 года — чрезвычайный и полномочный посол СССР в Тунисе.
- В 1973—1977 годах — на ответственной работе в Отделе информации МИД СССР.

## Награды
- Орден Отечественной войны II степени (5 ноября 1945)
- Орден Трудового Красного Знамени (3 ноября 1944; 18 сентября 1962; 31 декабря 1966; 22 октября 1971[2])
- Орден «Знак Почёта»
- Медаль «За доблестный труд в Великой Отечественной войне 1941—1945 гг.»
- Медаль «За оборону Москвы»